# Demolition Plot J-7
Demolition Plot J-7 é o segundo EP da banda Pavement, lançado a 1 de Junho de 1990.
| Críticas profissionais                                                      | Críticas profissionais |
| Avaliações da crítica                                                       | Avaliações da crítica  |
| Fonte                                                                       | Avaliação              |
| --------------------------------------------------------------------------- | ---------------------- |
| Robert Christgau                                                            | (sem nota)             |
| Esta tabela precisa de ser acompanhada por texto em prosa. Consulte o guia. |                        |

## Faixas
Todas as faixas por Stephen Malkmus.
1. "Forklift" – 3:27
2. "Spizzle Trunk" – 1:23
3. "Recorder Grot" – 2:18
4. "Internal K-Dart" – 1:51
5. "Perfect Depth" – 2:43
6. "Recorder Grot (Rally)" – 0:21